# Indi Hartwell
Indi Hartwell (* 17. August 1996 als Samantha De Martin in Melbourne, Australien) ist eine australische Wrestlerin, die zuletzt bei der World Wrestling Entertainment unter Vertrag stand und bei Raw auftrat. Ihr bislang größter Erfolg war der Erhalt der NXT Women’s Championship.

## Wrestling-Karriere

### Erste Anfänge (2016–2019)
Hartwell gab 2016 ihr In-Ring-Debüt und rang in ihrem Heimatland Australien für diverse Promotions. Zu ihren Promotions in Australien gehörten Riot City Wrestling, Newcastle Pro Wrestling und Battle Championship Wrestling. In allen drei Promotions gelang es ihr jeweils den Women's Championship zu gewinnen.
Hartwell begann ab 2017 in Amerika anzutreten. Zu ihren Promotions gehörte SHIMMER Women Athletes, wo sie ihr erstes Match gegen Tessa Blanchard bestritt. Sie rang unter anderem auch für RISE, WrestleCon, Zelo Pro Wrestling und die von Booker T gegründete Reality Of Wrestling.

### World Wrestling Entertainment (2020–2024)
Am 15. Januar 2020 gab sie ihr Debüt bei NXT. Hier bestritt sie eine Battle Royal, um die Herausforderin auf die NXT Women’s Championship zu bestimmen. Das Match konnte sie jedoch nicht gewinnen. Am 20. April 2020 bestritt sie bei einer Ausgabe von Monday Night Raw ein Match gegen Shayna Baszler, dieses Match verlor sie durch Referee Stoppage. Am 15. Juli 2020 errang sie ihren ersten Sieg gegen Shotzi Blackheart.
Im Oktober 2020 begann sie mit Candice LeRae zusammenzuarbeiten und unterstützte sie bei ihren Matches. Am 9. Dezember 2020 verkündete Johnny Gargano ein Stable namens The Way, auch LeRae und Austin Theory wurden als Mitglieder ernannt.
Am 4. Mai 2021 konnte sie zusammen mit LeRae die NXT Women’s Tag Team Championship gewinnen. Hierfür besiegten sie Shotzi Blackheart und Ember Moon. Die Regentschaft hielt 63 Tage, sie verloren die Titel am 6. Juli 2021 an Io Shirai und Zoey Stark. Am 1. April 2023 gewann sie bei NXT Stand & Deliver (2023) die NXT Women’s Championship. Hierfür besiegte sie Zoey Stark, Gigi Dolin, Tiffany Stratton, Lyra Valkyrie sowie Roxanne Perez in einem Fatal-Six-Way-Ladder-Match. Am 28. April 2023 wurde sie zu Raw gedraftet. Am 2. Mai 2023 legte sie ihren NXT Women’s Championship nach einer Regentschaft von 31 Tagen nieder, da sie kein Teil mehr von NXT ist.
Nach einigen Auftritten bei RAW, sowie als Partnerin von Candice LeRae, wurde sie im November 2024 von der WWE entlassen.

## Wrestling-Erfolge
- World Wrestling Entertainment
  - NXT Women’s Championship (1×)
  - NXT Women’s Tag Team Championship (1×) mit Candice LeRae

- Battle Championship Wrestling
  - BCW Women's Championship (1×)

- Newcastle Pro Wrestling
  - Newy Pro Women's Championship (1×)

- Riot City Wrestling
  - RCW Women's Championship (1×)

- World Series Wrestling
  - WSW Women's Championship (1×)